# Penikufesin
Penikufesin è un EP pubblicato nel 1989 dalla band thrash metal statunitense Anthrax.

## Il disco
È stato distribuito in Europa e in Giappone, e a tutt'oggi, non è mai stato distribuito in America. L'EP include le canzoni Now It's Dark e Antisocial (quest'ultima in francese) dall'album State of Euphoria, una cover dei Sex Pistols intitolata Friggin' In The Riggin, e le canzoni Parasite, Le Sects e Pipeline. Queste tre saranno inserite nella raccolta Attack of the Killer B's; in quest'ultimo, Le Sects viene nominata semplicemente Sects. La parola Penikufesin sta a significare la frase nice fukin ep, in riferimento alla canzone Efilnikufesin (N.F.L.), all'interno dell'album Among the Living.

## Tracce
- Nota: A lato è indicato l'autore di ogni brano

1. Now It's Dark (Anthrax) – 5:34
2. Antisocial (French Version) (Norbert Krief/Bernie Bonvoisin) – 4:26
3. Friggin' in the Riggin' (Musica e testo composti dai Sex Pistols, parti di testo aggiunte degli Anthrax) – 5:18
4. Parasite (A. Frehley) – 3:14
5. Le Sects (Krief/Bonvoisin) – 3:06
6. Pipeline (Bob Spickard/Brian Carman) – 3:00

## Formazione
- Joey Belladonna - voce
- Scott Ian - chitarra
- Dan Spitz - chitarra
- Frank Bello - basso
- Charlie Benante - batteria, percussioni